# Александр V (царь Македонии)
Александр V (др.-греч. Αλέξανδρος Ε΄) — царь Македонии 297—294 годов до н. э.
Александр родился в семье царя Македонии Кассандра и дочери Филиппа II, сестры Александра Македонского, Фессалоники. На момент смерти отца и старшего брата Александр был несовершеннолетним. Регентом при Александре и его старшем брате Антипатре I стала их мать Фессалоника. Вскоре после достижения совершеннолетия Антипатр убил Фессалонику и изгнал брата. Александр V был вынужден обратиться за помощью к соседям — эпирскому царю Пирру и военачальнику Деметрию Полиоркету. Они хоть и помогли изгнать Антипатра, однако вместо того, чтобы посадить на престол Александра, реализовали свои властные амбиции за счёт Македонии — Пирр получил часть западно-македонских территорий, а Деметрий стал македонским царём. По приказу Деметрия Полиоркета Александр V был убит.

## Происхождение
Александр родился не ранее 313 года до н. э. в семье македонского царя Кассандра и дочери Филиппа II Фессалоники. Он был одним из трёх сыновей македонского царя. Старший брат Александра Филипп наследовал трон после смерти Кассандра в 297 году до н. э. Несмотря на свой юный возраст (на момент воцарения он едва достиг совершеннолетия), Филипп IV умер от чахотки осенью 297 года до н. э. — через четыре месяца после смерти отца.
Согласно Павсанию и Плутарху, Александр был младшим из двух братьев, Порфирию — старшим. Ещё по одной версии авторства Э. Кэрни, Антипатр и Александр были близнецами. Дальнейшее развитие событий, по мнению К. Ю. Белоха, предполагает старшинство Антипатра. Историк также отмечал, что древнегреческая традиция предполагала именование мальчиков в честь дедов, в первую очередь более влиятельного. Первый сын Кассандра был назван в честь отца Фессалоники, македонского царя Филиппа II. Второй — по имени деда по мужской линии Антипатра, который во время походов Александра Македонского в течение около 15 лет фактически управлял Македонией и оставил по себе хорошую память. Александр, соответственно, мог быть третьим сыном, которого назвали в честь легендарного Александра Македонского. Д. Огден, который рассматривал данный аргумент, отмечал, что слава Александра на тот момент была настолько велика, что Кассандр мог отойти от вековой традиции выбора имени для детей и назвал Александром второго, а не третьего сына.

## Царствование
После смерти Филиппа македонскими царями-соправителями стали несовершеннолетние Александр и его брат Антипатр. Вопрос о том, были братья соправителями или речь шла о географическом разделе государства на две части, остаётся открытым. Согласно предположению А. С. Шофмана, Антипатр I получил в управление восточную часть государства, а Александр V — западную. Также дискусионной является роль матери Антипатра I и Александра V Фессалоники при юных царях. Р. М. Эррингтон отмечал, что античные источники не называют Фессалонику регентом, однако предполагают такой статус. Историк подчёркивал, что распределение власти между двумя неспособными править царями при регенте хоть и выглядит необычно, повторяет ситуацию в Македонской империи после 323 года до н. э., когда после смерти Александра Македонского формальными царями стали младенец Александр и недееспособный Филипп III Арридей, регентом при которых назначили военачальника Пердикку. Возможно, Фессалоника была опекуном своих сыновей; возможно, её требования о беспрекословном повиновении собственной власти привели к расколу при царском дворе. Ещё по одной версии, она стремилась обеспечить престол младшему и более любимому сыну Александру V в ущерб Антипатру I.
Молодые цари заключили династические браки с дочерьми наиболее влиятельных правителей того времени: Антипатр I женился на дочери фракийского царя Лисимаха Эвридике, а Александр V — на дочери царя Египта Птолемея Лисандре, брак с которой оказался бездетным. Детали этого тройственного союза между Македонией, Фракией и Египтом неизвестны. Возможно, свадьба состоялась при жизни Кассандра. Однако юный возраст Александра V на момент смерти отца даёт основание датировать её периодом после 297 года до н. э.

## Изгнание. Возврат власти. Гибель
В изложении Юстина и Павсания Антипатр I вскоре после того как стал совершеннолетним, убил свою мать, так как заподозрил её в большей симпатии к брату. Фессалоника безуспешно вымаливала у сына жизнь, «заклиная его грудью матери, его вскормившей». Это преступление македоняне восприняли как особо тяжкое, так как со стороны Фессалоники к Антипатру I не было какого-либо вероломства. Согласно Плутарху, Александр V был изгнан. Э. Кэрни отмечала, что с точки зрения борьбы за власть и политических мотивов убийство Фессалоники с последующим изгнанием брата-соправителя не выглядит рациональным. На этом основании историк предположила, что убийство не было запланировано, а могло произойти вследствие семейной ссоры, когда Антипатр I находился в состоянии аффекта.
Александр V обратился за помощью к эпирскому царю Пирру и военачальнику Деметрию Полиоркету. Д. Грейнджер отмечал, что Александр V мог обратиться за помощью также и к своему тестю Птолемею, однако в связи с географической отдалённостью Египта от Македонии тот не смог и/или не захотел прийти к нему на помощь. Пирр со своим войском вторгся в Македонию, после чего потребовал от Александра V территориальных уступок. Согласно Плутарху, эпирский царь захватил македонские Паравею и Тимфею, а также подконтрольные македонянам Амбракию, Акарнанию и Амфилохию, где поставил свои гарнизоны, после чего «отобрал у Антипатра остальные владения», которые вернул Александру V.
Деметрий Полиоркет прибыл в Македонию в то время, когда Александр V уже не нуждался в его помощи. Их встреча произошла в Дионе в Пиерии. Присутствие в Македонии войска амбициозного Деметрия страшило малолетнего Александра V. Внешне он оказывал Деметрию Полиоркету соответствующие почести, однако между двумя царями нарастали взаимные подозрения. Согласно античной легенде, Деметрию донесли, что Александр V хочет его убить. В результате во время пира в Ларисе Деметрий приказал своим телохранителям умертвить царя. Один из приближённых к Александру македонян, согласно Плутарху, умирая, сказал, что Деметрий опередил их только лишь на день. Таким образом, согласно Павсанию, оказалось, что «Александр нашёл в Деметрии себе убийцу, а не союзника». Юстин, напротив, считал, что вся история с превентивным убийством Александра V, который замышлял ликвидацию Деметрия, являлась выдумкой самого Деметрия. Перед тем как занять македонский престол, новый царь должен был объяснить смерть своего предшественника на общевойсковом собрании.

### Исследования
- Киляшова К. А. Политическая роль женщин при дворе македонских царей династии Аргеадов. Диссертация на соискание учёной степени кандидата исторических наук / Научный руководитель доктор исторических наук, профессор Э. В. Рунг. — Казань: Казанский (Приволжский) федеральный университет, 2018.
- Шофман А. С. Распад империи Александра Македонского / Печатается по постановлению редакционно-издательского совета Казанского университета. Отв. редактор В. Д. Жигунин. — Казань: Издательство Казанского университета, 1984.
- Carney E. D.[англ.]. Women and Monarchy in Macedonia (англ.). — Norman: University of Oklahoma Press, 2000. — ISBN 0-8061-3212-4.
- Errington R. M.[англ.]. A History of Macedonia (англ.). — Berkeley; Los Angeles; Oxford: University of California Press, 1990. — ISBN 0-520-06319-8.
- Grainger J. D. Antipater’s Dynasty (англ.). — Yorkshire; Philadelphia: Pen & Sword Books Ltd, 2019. — ISBN 978-1-52673-088-6.
- Hammond N. G. L., Griffith G. T., Walbank F. W. A History of Macedonia (англ.). — Oxford: Clarendon Press, 1988. — Vol. III: 336-167 B.C.. — ISBN 0-l9-814814-1.
- Heckel W. Who's Who in the Age of Alexander and his Successors. From Chaironea to Ipsos (338—301 BC) (англ.). — Barnsley: Greenhill Books, 2021. — 554 p. — ISBN 978-1-78438-648-1.
- Ogden D. Polygamy, Prostitutes and Death the Hellenistic Dynasties (англ.). — London: Duckworth&Co Ltd., 1999. — ISBN 0715629301.